# Ваньбайлинь
Ваньбайли́нь (кит. упр. 万柏林, пиньинь Wànbǎilín) — район городского подчинения городского округа Тайюань провинции Шаньси (КНР).

## История
В 1958 году на землях, лежащих западнее реки Фэньхэ, был образован район Хэси (河西区, букв. «к западу от реки»).
В 1997 году было произведено изменение административно-территориального деления Тайюаня, и на основе района Хэси, а также части земель бывшего Северного Пригородного района в 1998 году был образован район Ваньбайлинь.

## Административное деление
Район делится на 14 уличных комитетов и 1 волость.